# Erstes Gefecht an Drewrys Bluff
Hampton Roads – Yorktown – Williamsburg – Elthams Landing – Drewrys Bluff – Hanover Courthouse – Seven Pines – Oak Grove – Beaver Dam Creek – Gaines’ Mill – Garnetts & Goldings Farm – Savage’s Station – White Oak Swamp – Glendale – Malvern Hill
Das Erste Gefecht an Drewrys Bluff, auch bekannt als Gefecht bei Fort Darling, war eine Kampfhandlung während des Amerikanischen Bürgerkrieges und fand am 15. Mai 1862 in Südvirginia im Rahmen des Halbinsel-Feldzuges statt.

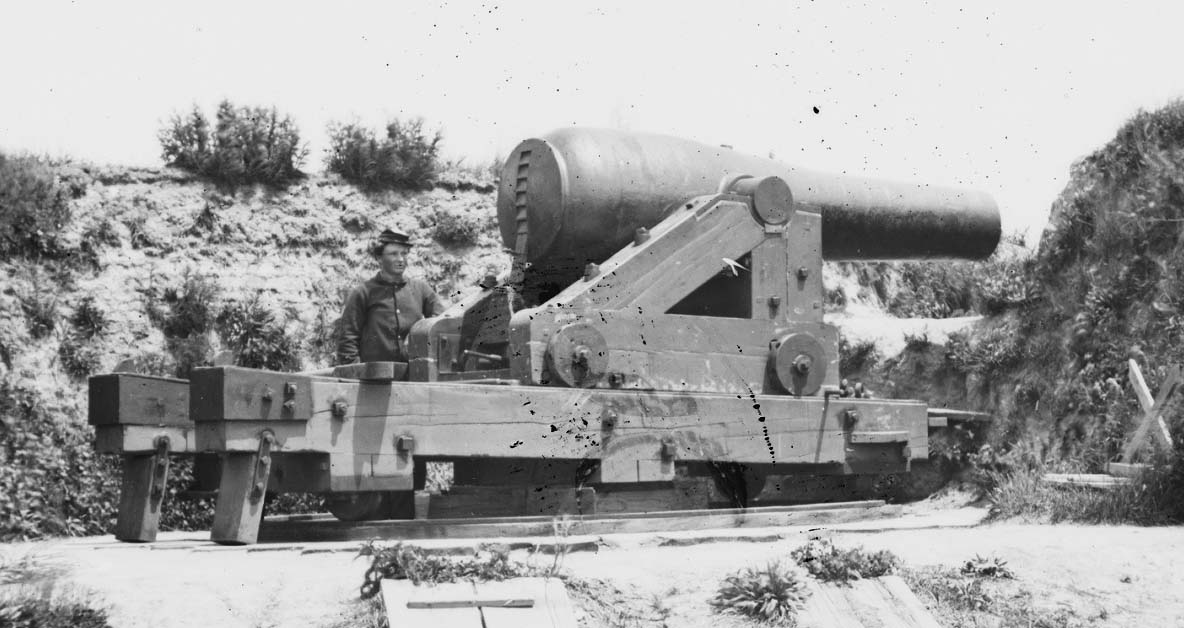
Acht-Zoll Columbiade innerhalb des Forts

Nach dem Fall von Yorktown wurde das konföderierte Panzerschiff Virginia durch die Besatzung selbst versenkt, um zu verhindern, dass es in die Hände der Nordstaaten fiel.
Der Verlust dieses Schiffes öffnete den James und damit den Wasserweg nach Richmond für die US-Marine.
Nahe Richmond floss der James für etwa 10 Kilometer nach Süden und nach einer 90°-Biegung wieder nach Osten. Hier errichteten die Konföderierten seit dem 17. März auf der Anhöhe Drewrys Bluff, die sich am westlichen Ufer rund 30 Meter über den Fluss erhob, Befestigungen (das spätere Fort Darling).

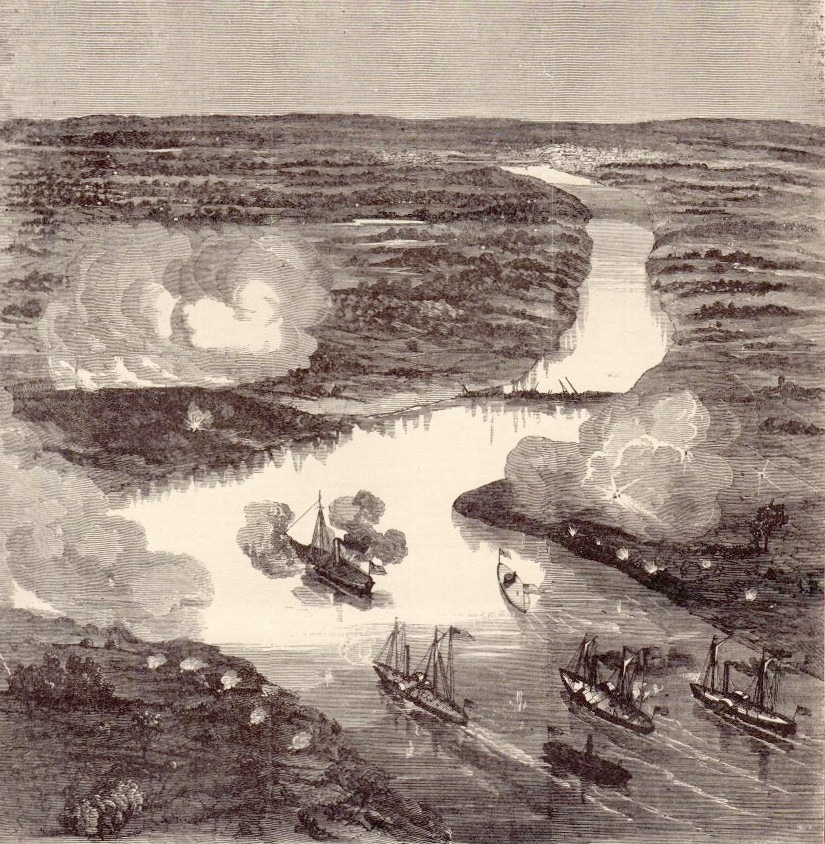
Gefecht von Drewrys Bluff, 1862

Die Stellungen wurden mit einem schweren zehn- und zwei achtzölligen Vorderladergeschützen (sogenannten Columbiaden) bestückt, und sechs weitere Kanonen etwas abseits nahe dem Flusslauf positioniert. Im Flussbett selbst wurden Hindernisse (u. a. auch Schiffsrümpfe) versenkt, um den Fluss zu sperren.
Am 15. Mai 1862 dampften die Galena (als Flaggschiff) und die Monitor, die beiden ersten US-Panzerschiffe, begleitet von den drei Kanonenbooten Aroostook, Port Royal und Naugatuck, den Fluss hinauf. Die Unionsflottille sollte ihren Vorstoß mit den Streitkräften an Land koordinieren und Richmond angreifen. Mit ihren Geschützen nahm die Besatzung des Forts, zu der seit Anfang Mai auch die ehemalige Mannschaft der Virginia gehörte, die Schiffe der Union unter Feuer.

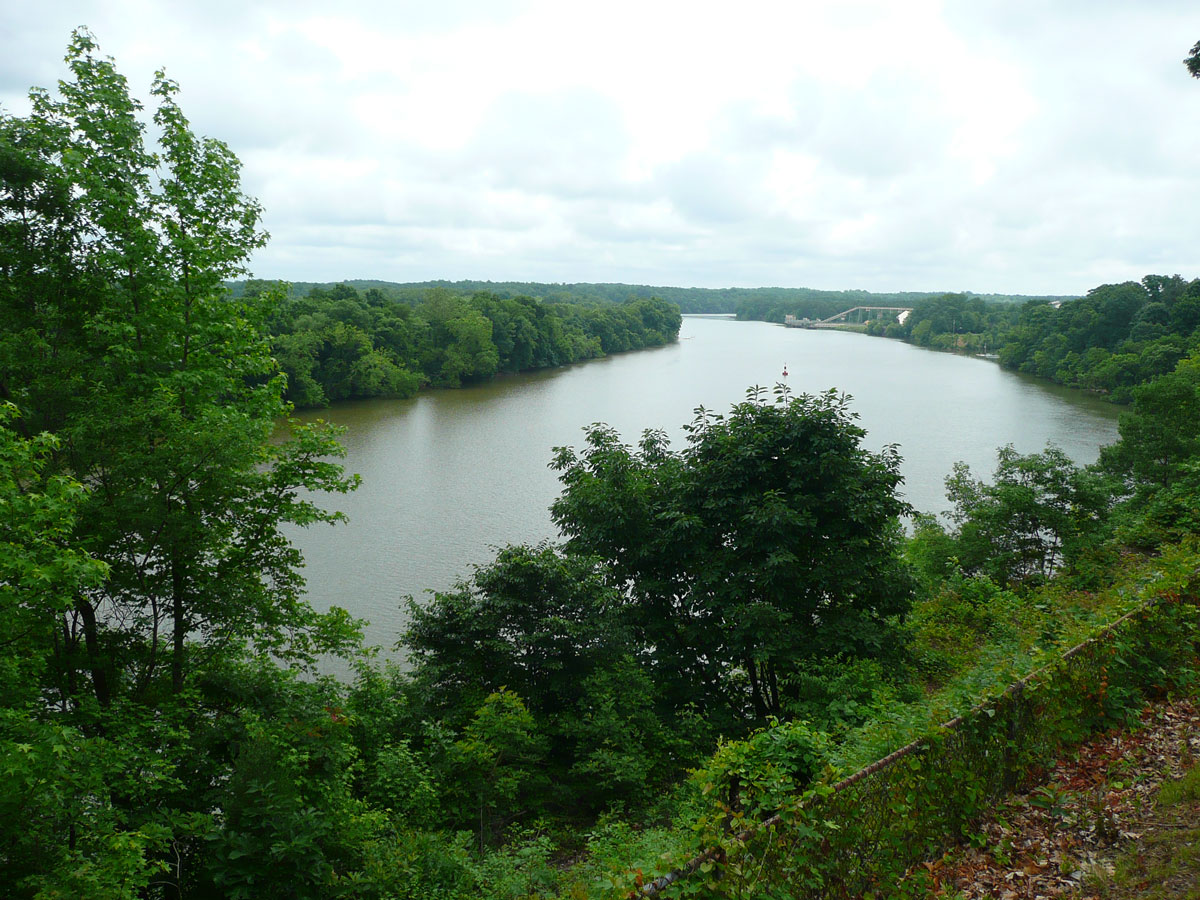
Der James vom Drewrys Bluff aus

Die Galena näherte sich bis auf 550 Meter dem Fort und ankerte gegen 7 Uhr 45. Als sie selbst ihre Geschütze zum Einsatz bringen konnte, trafen bereits zwei Geschosse der Konföderierten das mit rund 80 mm nur schwach gepanzerte Flaggschiff. In dem nun entbrennenden Gefecht von über drei Stunden, während dessen vor allem die Galena 44 Treffer abbekam und dadurch schwer beschädigt wurde, waren die Personalverluste mit 14 Gefallenen und 13 Verletzten (von 164 Mann) entsprechend hoch.
Das Unionsschiff bekämpfte mit seinen zwei 100-pfündigen Parrott-Kanonen die konföderierte Stellung, bis die Munitionsvorräte zur Neige gingen. Sieben Mann der Besatzung des Forts fielen durch diesen Beschuss, acht wurden verwundet, größerer Schaden an dem Werk entstand nicht. Zwei Seeleute und John Freeman Mackie, ein Marineinfanterist (als erstes Mitglied dieser Teilstreitkraft überhaupt), wurden später mit der Medal of Honor ausgezeichnet. Mackie übernahm mit anderen Marineinfanteristen die Geschützbedienung, da durch die Treffer der Konföderierten ein Großteil der Kanoniere der Galena fielen oder verwundet wurden.
Auch die Monitor wurde mehrmals getroffen, ihre Panzerung hielt jedoch den Beschuss stand. Das Turmschiff war jedoch nicht in der Lage, seine zwei Dahlgrenkanonen hoch genug auszurichten, um das Feuer des Forts auf dem Hügel aus der Nähe zu erwidern, allerdings konnte es auch auf Distanz nichts Wirkungsvolles ausrichten. Wegen der größeren Entfernung und der Widerstandsfähigkeit der Monitor konzentrierten sich die Kanoniere der Südstaaten vor allem auf die Galena.
Die Naugatuck musste das Gefecht nach einem Rohrkrepierer abbrechen. Weiters mussten sich die Besatzungen der Schiffe konföderierter Scharfschützen erwehren, die sie von den Uferböschungen aus bekämpften.
Die beiden hölzernen Kanonenboote Aroostook und Port Royal blieben zurück und konnten nicht in das Gefecht eingreifen. Der Kapitän der Port Royal wurde von einem Scharfschützen verwundet. Gegen 11 Uhr war die Flottille schließlich zum Beidrehen flussabwärts Richtung City Point, Charles City County, gezwungen.
Richmond blieb in der Folge vor Angriffen von Flussseite her verschont und die konföderierten Befestigungen um Drewrys Bluff wurden weiter ausgebaut. Sie sollten auch im Mai 1864 während des Bermuda Hundred-Feldzuges noch eine wichtige Rolle spielen (siehe Schlacht bei Proctors Creek).